# Be-Bop-A-Lula
«Be-Bop-A-Lula» — песня, впервые записанная в 1956 году Джином Винсентом и его группой Blue Caps.

## Происхождение песни
Авторство песни приписывается Джину Винсенту и его менеджеру, радиодиджею Биллу Дэвису по прозвищу «Шериф Текс».
Существуют свидетельства, что песня появилась в 1955 году, когда Винсент восстанавливался после аварии на мотоцикле, находясь в больнице ВМС США в Норфолке, штат Виргиния. Там он встретил Дональда Грейвса, который якобы написал стихи, в то время как Винсент создал мелодию. Песня привлекла внимание Билла Дэвиса, который (по легенде) выкупил права Грейвса на песню примерно за $50 (различные источники не пришли к единому мнению о цифре), а сам объявил себя автором текста. Дэвис утверждал, что он написал произведение вместе с Джином Винсентом после того, как услышал песенку «Don’t Bring Lulu». Сам Винсент порой рассказывал, что именно он придумал слова, вдохновлённый комиксом «Little Lulu».
Фраза «Be-Bop-A-Lula» практически идентична «Be-Baba-Leba», названию хита афроамериканской джазовой и блюзовой певицы Хелен Хьюмз, занявшего третью позицию в R&B чарте в 1945 году. Произведение Хьюмз получило широкую известность и стало хитом после записи Лайонелом Хэмптоном в варианте «Hey! Ba-Ba-Re-Bop». Последняя фраза, или что-то очень похожее, широко использовалась в джазовых кругах в 1940-х годах, дав имя стилю Бибоп и, возможно, произошла от восклицания «Арриба! Арриба!», которым лидеры латиноамериканских музыкальных групп подбадривали и зажигали участников своих коллективов.

## Запись Джина Винсента
В начале 1956 года Джин Винсент исполнил песню на радиошоу в Норфолке, штат Виргиния, и записал демоверсию, которую послал в звукозаписывающую компанию Capitol Records. Там как раз искали молодого соперника Элвису Пресли. Лейбл Capitol пригласил Джина Винсента для записи песни, что и было сделано на студии Оуэна Брэдли в Нашвилле, штат Теннесси 4 мая 1956. Группа состояла из музыкантов Клиффа Гэллапа (гитара), «Ви» Вилли Вильямса (ритм-гитара), «Прыгуна» Джека Нила (бас) и Дики «Би-Бопа» Харрелла (ударные). Во время сессии Харрелл громко кричал на заднем плане, чтобы, как он рассказывал, его семейство обязательно в записи услышало, что это именно он и есть.
Песня была выпущена в июне 1956 года на сингле Capital Records номер F3450 и сразу стала очень хорошо продаваться. В апреле 1957 года записывающая компания объявила, что на текущий момент реализовано уже 2 миллиона копий. Песня завоевала три американских сингл-чарта: номер 7 в списке «Популярной музыки US Billboard», номер 8 в чарте R&B, так же попала в первую десятку «Наиболее успешно продаваемых песен кантри и вестерн», взяв в ней пятое место. В Великобритании песня стала номером шестнадцатым в августе 1956.
Джин Винсент пел «Be-Bop-A-Lula» в фильме «The Girl Can't Help It», и запись песни звучит в фильме Tuff Turf.

## Последующие версии
Популярность песни стабильно росла на протяжении многих лет, произведение стало рок стандартом. Как вживую, так и в записанном варианте кавер-версии «Be-Bop-A-Lula» делали такие артисты, как Эрик Бёрдон, Джерри Ли Льюис, The Beatles, Suicide, David Cassidy, The Everly Brothers, Foghat, Джон Леннон, Пол Маккартни, Gene Summers, Карл Перкинс, Raul Seixas, Demented Are Go, Stray Cats, Queen и 77. Эрик Бёрдон также исполнял её на некоторых своих концертах в 1982 и 1983 годах. Песня упоминается в хите 1985 года группы Dire Straits «Walk of Life». Слово «Bebopalula» нарисовано на любимой гитаре Джорджа Харрисона, психоделически расписанном «Rocky» Stratocaster. В 2011 году вышла экстравагантная футуристическая версия этой песни в исполнении группы ZZ Queen (продюсер Франк Фариан).